# Pamela Kosh
Pamela „Pam“ Kosh (* 13. März 1930 in Crayford, Kent, England; † 4. Mai 2022 in Burbank, Kalifornien) war eine US-amerikanische Schauspielerin und Regisseurin britischer Abstammung.

## Leben
Kosh kam in Crayford in der englischen Grafschaft Kent zur Welt, das heute zum London Borough von Bexley gehört.
1960 zog es sie in die Vereinigten Staaten, wo sie eine Jahrzehnte andauernde Karriere begann; im Jahr 1968 wurde sie Staatsbürgerin der Vereinigten Staaten.
Mit ihrem Mann Walter Gilmore war sie ab dem 27. Dezember 1969 verheiratet. Im Oktober 2020 wurde sie fälschlicherweise für verstorben erklärt, da sie von den Medien mit einer anderen Frau gleichen Namens aus Tucson in Arizona verwechselt wurde.

## Karriere
Kosh begann ihre Karriere in Repertoiretheater-Gruppen in England, sowohl als Schauspielerin als auch als Regisseurin. 1960 zog sie in die Vereinigten Staaten und spielte Theater in Boston und Miami. In Los Angeles startete sie eine weitere Karriere als Model und war regelmäßig in nationalen Zeitschriften vertreten.
Ihren Ehemann Walter Gilmore lernte sie 1967 in einem kleinen Theater in Südkalifornien kennen. Gemeinsam arbeiteten sie in einer Reihe von Produktionen, in denen sie sowohl auf der Bühne standen als auch Regie führten. Ab 1970 gründeten und bauten sie das „Golden Mall Playhouse“-Theater in Burbank, das sie von 1973 bis zum Abriss des Gebäudes im Jahr 1981 führten.
Ihr Filmdebüt hatte Kosh im Jahr 1968 mit dem Film Star!. Einem breiten Publikum wurde sie aber durch Rollen in zahlreichen Fernsehfilmen, Fernsehserien und Seifenopern zwischen 1985 und 2007 bekannt, beispielsweise in Golden Girls (1985), Raumschiff Enterprise – Das nächste Jahrhundert (1987) und Ausgerechnet Alaska (1990). Sie verkörperte von 1986 bis 1992 Lavinia Peach in der Seifenoper Zeit der Sehnsucht und zwischen 1989 und 1991 Mrs. Simpson in California High School. Wiederkehrende Rollen hatte sie auch in Fernsehserien wie Ned & Stacey und King of Queens.
Kosh wurde durch ihre distinguierte Art und ihr fortgeschrittenes Alter oft als Schullehrerin, exzentrische Gesellschaftsdame, Großmutter oder Matriarchin besetzt.
Im deutschen Sprachraum wurde sie unter anderem von Ingeborg Christiansen, Sonja Deutsch, Christine Gerlach, Sabine Hahn, Aranka Jaenke-Mamero, Irmelin Krause, Ruth Küllenberg, Luise Lunow, Marianne Lutz, Agi Prandhoff, Jessy Rameik, Inken Sommer, Ursula Vogel, Ingeborg Wellmann und Inge Wolffberg synchronisiert.
Ihre aktive Karriere beendete Kosh im Jahr 2017.

## Filmografie (Auswahl)

### Film
- 1968: Star!
- 1987: Together to Mars? (Fernsehfilm; Dokumentation)
- 1989: Eintritt zur Hölle (Dark Holiday; Fernsehfilm)
- 1996: Sündiges Geheimnis – Ich liebe den Freund meiner Mutter (Sweet Temptation; Fernsehfilm)
- 2001: Die doppelte Nummer
- 2012: Superman vs. The Elite (Video)
- 2013: Saved by the Bell: It’s Alright – Back to the Bell (Kurzfilm; Video)

### Fernsehen
- 1985: Hotel
- 1986: Der Denver-Clan
- 1986–1992: Zeit der Sehnsucht
- 1987: L.A. Law – Staranwälte, Tricks, Prozesse
- 1987: Mord ist ihr Hobby
- 1989: Golden Girls
- 1989: Ein Engel auf Erden
- 1989–1991: California High School
- 1990: Mama’s Family
- 1990: Die Fälle der Rosie O’Neill
- 1991: Matlock
- 1991: Jake und McCabe – Durch dick und dünn
- 1992–1994: Raumschiff Enterprise – Das nächste Jahrhundert
- 1993: California Highschool 2 (Saved by the Bell – The New Class)
- 1993: Dr. Quinn – Ärztin aus Leidenschaft
- 1994: Ausgerechnet Alaska
- 1995: Frasier
- 1996: Hallo Cockpit (The Crew)
- 1996: Kirk und die Chaos-Kids (Kirk)
- 1996: Murphy Brown
- 1996: Alle unter einem Dach
- 1997: Fast wie Zuhause (Union Square)
- 1997–2017: Ned & Stacey
- 1998: Team Knight Rider
- 1998: USA High
- 1999: Zoe, Duncan, Jack & Jane (auch: Zoe, Duncan, Jack and Jane)
- 1999: Charmed – Zauberhafte Hexen
- 1999–2000: Providence
- 2000: X-Factor: Das Unfassbare
- 2000: Gilmore Girls
- 2001–2006: King of Queens
- 2002: So Little Time
- 2002: Lady Cops – Knallhart weiblich (The Division)
- 2005: The Bernie Mac Show (auch: Bernie Mac)
- 2005: Alias – Die Agentin
- 2005: Life on a Stick
- 2006: Emergency Room – Die Notaufnahme
- 2006: Thick and Thin
- 2006: Dating Alex
- 2007: Monk
- 2007: My Name Is Earl
- 2007: Desperate Housewives
- 2007: Pushing Daisies